# Naregamia
Naregamia es  un género botánico de árboles con 4 especies descritas y de estas, solo 2 aceptadas, pertenecientes a la familia Meliaceae. 

## Taxonomía
El género fue descrito por Wight & Arn. y publicado en Prodromus Florae Peninsulae Indiae Orientalis 116. 1834. La especie tipo es: Naregamia alata Wight & Arn.	

## Especies aceptadas
A continuación se brinda un listado de las especies del género Naregamia aceptadas hasta enero de 2013, ordenadas alfabéticamente. Para cada una se indica el nombre binomial seguido del autor, abreviado según las convenciones y usos.
- Naregamia alata Wight & Arn.
- Naregamia dentata Miq. ex Hook.f.